# Phaonia jugorum
Phaonia jugorum este o specie de muște din genul Phaonia, familia Muscidae. A fost descrisă pentru prima dată de Gabriel Strobl în anul 1910. Conform Catalogue of Life specia Phaonia jugorum nu are subspecii cunoscute.